# Prins-Oscars-Land
Koordinaten: 80° 9′ N, 22° 56′ O
Prins-Oscars-Land ist eine Halbinsel im Norden der zu Spitzbergen gehörenden Insel Nordostland.

## Geografie
Prins-Oscars-Land liegt zwischen dem Rijpfjord im Westen und dem Duvefjord im Osten. Im Süden wird Prins-Oscars-Land im Wesentlichen vom Austfonna begrenzt. Westlich liegt hier Gustav-V-Land, südwestlich Gustav-Adolf-Land, südöstlich Harald-V-Land und nordöstlich Orvin-Land. Der nördlichste Punkt Prins-Oscars-Lands, Kap Platen auf der Halbinsel Platenhalvøya, ist zugleich das Nordkap Nordostlands. In Prins-Oscars-Land selber finden sich nur kleine Gletscher, es ist jedoch von sehr großen Gletschern umgeben und im Winter ist das Land von Eismassen eingeschlossen (und natürlich schneebedeckt).

## Etymologie
Prins-Oscars-Land wurde zu Ehren von Prinz Oskar, dem späteren König Oskar II. von Schweden und Norwegen benannt.

## Geschichte
Der Landstrich war Schauplatz des Unternehmens Haudegen gegen Ende des Zweiten Weltkriegs. Die Kriegsmarine der Wehrmacht errichtete im September 1944 an der Ostseite der Wordiebukta eine Wetterstation, die erst am 4. September 1945 von Norwegern aufgelöst wurde.